# Tanichthys
Tanichthys är ett släkte av fiskar. Tanichthys ingår i familjen karpfiskar.
Kladogram enligt Catalogue of Life:
| Tanichthys | \| \| kardinalfisk \| \| \| \| \| \| Tanichthys micagemmae \| \| \| \| \| \| Tanichthys thacbaensis \| \| \| \| |
|            | \| \| kardinalfisk \| \| \| \| \| \| Tanichthys micagemmae \| \| \| \| \| \| Tanichthys thacbaensis \| \| \| \| |
|            | kardinalfisk |
|            | |
|            | Tanichthys micagemmae                                                                                           |
|            | |
|            | Tanichthys thacbaensis                                                                                          |
|            | |